# 国場川

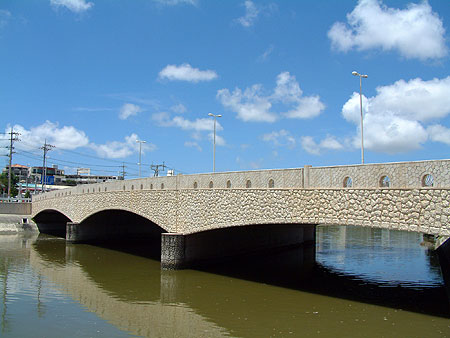
真玉橋

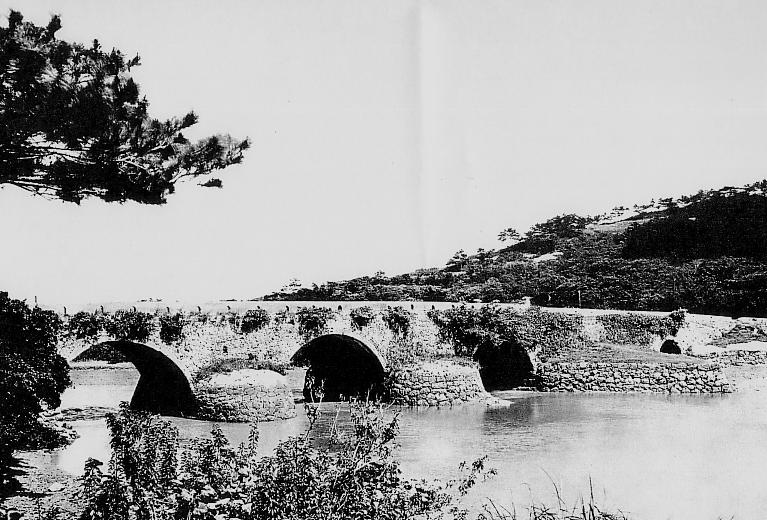
国場川にかかる石橋・真玉橋（昭和戦前期）

国場川（こくばがわ）は、沖縄本島南部を西流する国場川水系の本流で、二級河川。下流部の漫湖は沖縄最大の干潟であり、1999年（平成11年）、ラムサール条約に基づく湿地保全区域として登録された。

## 地理
与那原町と西原町の境をなす運玉森一帯を源流とし、南風原ダムから発した安里又川が、与那原町板良敷の丘陵地を源流とする宮平川及び南城市佐敷手登根を源流とする手登根川と、同郡南風原町中部で合流して国場川となり、概ね西流。那覇市に入ってしばらくすると南東から長堂川が、豊見城市との市境を兼ねつつ合流する。真玉橋（まだんばし）から沖縄県営奥武山公園にかけては川幅が広がって漫湖を成す。漫湖南部で饒波川（のはがわ）が合わさる。那覇大橋付近から再び川幅が狭まり、那覇市街南部を潤した後に東シナ海（那覇港）に注ぐ。
上流の源流付近では、森林と耕作地が広がっているが、中流では国道329号が並行し、市街地が形成されている。さらに下流は商業地が密集した那覇市街を通り、那覇大橋から明治橋まで、沖縄都市モノレールが高架上を沿う。戦前は沿岸を、沖縄県営鉄道（軌間762mm、通称「けーびん」）が与那原町へ向けて走っていた。
流れが緩やかで短いことと、増加した流域人口による生活廃水や豚舎排水の影響を受け、1986年には「日本で最も汚れている川」ワースト4になってしまった。その後、漫湖の環境維持のためにも水質改善が図られてきたが、課題は未だ多い。
「国場川こいのぼりまつり―少年に夢を、青年に希望を、お年寄りに誇りを… そんな街に住みたい！―」などの取り組みで、平成28年度手づくり郷土賞受賞。

## 流域の自治体
沖縄県
島尻郡南風原町、那覇市、豊見城市

## 主な支流
括弧内は流域の自治体
- 長堂川（南城市、島尻郡南風原町、八重瀬町、豊見城市、那覇市）
- 饒波川（南城市、島尻郡南風原町、八重瀬町、豊見城市）